# Xã Newport, Quận Washington, Ohio
Xã Newport (tiếng Anh: Newport Township) là một xã thuộc quận Washington, tiểu bang Ohio, Hoa Kỳ. Năm 2010, dân số của xã này là 1.988 người.